# Greisch
Greisch är en ort i Luxemburg.   Den ligger i distriktet Luxemburg, i den centrala delen av landet, 15 kilometer nordväst om huvudstaden Luxemburg. Greisch ligger 330 meter över havet och antalet invånare är 210.
Terrängen runt Greisch är huvudsakligen platt, men österut är den kuperad. Terrängen runt Greisch sluttar norrut.  Runt Greisch är det tätbefolkat, med 550 invånare per kvadratkilometer.. Närmaste större samhälle är Luxemburg, 14,9 kilometer sydost om Greisch. 
Trakten runt Greisch består till största delen av jordbruksmark.